# 愛蘭臺地
愛蘭臺地是一個位於臺灣南投縣埔里盆地西南部的臺地，由眉溪與南烘溪切割沖積而成，舊稱烏牛欄臺地，因臺地外型似大船，當地人也稱之為「船山」。

## 聚落
愛蘭臺地上有兩個行政規劃，分別是位於臺地南部的愛蘭里和臺地北部的鐵山里，以及三個主要社區，分別是位於臺地中部的愛蘭社區、臺地西部的鐵山社區以及臺地東部梅村社區。

## 文化遺址
大馬璘遺址是位在台地南邊的新石器時代的遺址，最早於日治時期1900年由日本考古學家鳥居龍藏所發現，並在2009年10月30日將此遺址以公告為南投縣的文化資產。

## 名稱由來
愛蘭臺地原名烏牛欄臺地，源自於臺中豐原烏牛欄社的巴宰族因清代漢人向內拓墾，而被迫遷移至內地，而烏牛欄社的巴宰族人選擇埔里東側的愛蘭臺地為定居地，並命名此地為「Auran」，而後來台統治的日本人與漢人就以「Auran」的發音將聚落命名為「烏牛欄」（日语： aoran）。在戰後國民政府接收後，當時官員認為「烏牛欄」三字的閩南語發音像「牛的生殖器」，因此改名為「愛蘭」。